# Karel a já
Karel a já  je česká komedie, natočená v roce 1942 v režii Miroslava Cikána. 

## Tvůrci
- Námět: Miroslav Cikán
- Scénář: Jarka Mottl, Miroslav Cikán
- Kamera: Julius Vegricht
- Režie: Miroslav Cikán
- Hudba: Josef Stelibský
- Stavby: Ferdinand Fiala
- Text písně: Jarka Mottl
- Ředitel výroby: K. Feix
- Další údaje: černobílý,  94 minut, komedie
- Výroba: Slavia
- Premiéra: 1942
- Ateliéry Prag-Film (FOJA Radlice)
- Exteriéry: Praha-Malá Strana, Karlovo náměstí, Kampa, nábřeží Vltavy, okolí Všenor, na Berounce

## Postavy
| Jindřich Plachta | drožkář Šourek                                 |
| Jana Dítětová    | Božka, dcera drožkáře Šourka                   |
| Jaroslav Vojta   | továrník Ficek                                 |
| Jiří Dohnal      | Oldřich, syn továrníka Ficka, řečený „Dušička“ |
| Jaroslav Marvan  | dělník Tonda Fafejta                           |
| Růžena Nasková   | Jarmila Jandová                                |
| Hana Vítová      | Lucie Jandová                                  |
| Ladislav Pešek   | kominík Vašek                                  |
| Světla Svozilová | sestra paní Jandové                            |
| Vladimír Řepa    | vrchní policejní inspektor                     |
| Bolek Prchal     | polír                                          |
| František Paul   | šofér                                          |
| Gustav Hilmar    | majitel cihelny                                |
| Milada Smolíková | domovnice                                      |
| Vladimír Šmeral  | zedník                                         |
| Jan W. Speerger  | pískař                                         |
| Eman Fiala       | rybář                                          |

## Děj
Ve vile paní Jandové se připravuje svatba její dcery Lucie. Má si vzít Oldřicha, syna továrníka Ficka. Oldřich se den předem jde loučit s mládeneckým životem. Z baru Tabarin mu musí vrátný pomoci do drožky.  Ta patří drožkáři Šourkovi. Kůň, který ji tahá se jmenuje Karel a Šourek o něm říká, že v mládí vyhrál třikrát Velkou Pardubickou. 
Oldřich to přehnal s pitím a drožkář Šourek není schopen z něj dostat jeho adresu. Nejdřív jedou Na František, pak do Roztok, do Kralup a do Tróje. Po cestě usne jak Oldřich, tak nakonec i drožkář. Když projezdí celou noc i ráno, zastaví Šourek drožku před komisařstvím a jde se poradit co s pasažérem. Mezitím se kolem drožky shromáždí lidé a pozorují Oldřicha. Ten se probere a když vidí, že je po deváté ráno, čas svatby nastal, tak pobídne koníka a s drožkou se rozjede k sobě domů. Převlékne se, obstará kytku a jede k Jandům. Když dorazí, matka nevěsty mu sdělí, že svatba je již zrušena. Lucie s ním ani nechce mluvit. Oldřich ji při odchodu oznámí, že se tedy ožení s první dívkou, kterou potká.
Továrník Ficek se na Oldřicha také rozzlobí, řekne, že ten by se bez jeho peněz neuživil a že už mu žádné peníze nedá.
Oldřich chce vrátit drožku, kterou přijel domů. Moudrý kůň Karel zamíří rovnou k Šourkovi domů. Tam Oldřich potká drožkářovu dceru Boženku a nabídne jí sňatek. Ta se mu podívá na ruce a usoudí, že by ji asi neuživil. Oldřich se tedy vsadí s Boženkou „na sto hříchů“, že je schopen měsíc tvrdě pracovat a když to splní, ta si jej vezme za muže. A od Šourka vyžádá potvrzení sázky s tím, že ten mu ještě přidá drožku a koně Karla. A kdyby Oldřich prohrál, slíbil živit koně Karla až do jeho smrti.
Oldřich si nejdříve najde místo přidavače na stavbě, pak jde vykládat písek na nábřeží Vltavy a pak se seznámí s dělníkem Fafejtou, který jej ubytuje a pomůže mu k místu v cihelně. Oldřich se dobře zapracuje a práce jej baví, hlásí, že nechce přestat ani po měsíci.
Boženka má obavu, že Oldřich sázku vyhraje a jde tedy za paní Jandovou a za Lucií. S tou se však pohádá, když ji Lucie obviní, že by jistě měla ráda na vybranou, mezi Oldřichem a Vaškem, o které ji Boženka řekla, že s ním doteď chodila.
Vašek je kominík, který s Boženkou chodí. Na Oldřicha žárlí a snaží se Boženku přesvědčit, aby s Oldřichem sázku zrušila, jinak se s ní rozejde.
Kůň Karel jako by onemocněl. Drožkář se myslí, že poznal, že jej zaprodal.
Boženka se s Vaškem stále hádají a rozcházejí kvůli Oldřichovi. 
Z prvních peněz koupil Oldřich Božence kytici a přišel za ní domů. 
Vašek zve Boženku na výlet na chatu do Štětic na Sázavě. Ta odmítá. Oldřich řekne Vaškovi, že do Štětic pojede s Boženkou on. Drožkář jde za Lucií a pozve ji také do Štětic, aby se s Oldřichem pokusila smířit.
Když přijede Boženka na chatu, je tam již Vašek. Přicházející Lucie když vidí Boženku, začne Vaška objímat. Domluví se, jak to udělat, aby získal Vašek nazpět Boženku. Chtějí tedy vzbudit žárlivost jak Boženky, tak Oldřicha.  Lucie navrhne, že se bude jako topit a počká, až ji Oldřich zachrání.  Ve skutečnosti se náhle začne topit Vašek a zachrání jej Oldřich s Lucií.  Páry si pak vysvětlí situaci a poznají, že Oldřich stále miluje Lucii a Vašek Boženku.
Po uplynutí lhůty sázky (30 dní) skončí Oldřich práci v cihelně a nastoupí do továrny ke svému otci. Jde ještě za Šourkem a řeknu mu, že sázku vyhrál, Šourek schová Karla, který se mezitím uzdravil. A Boženka si opět začne česat pěšinku, jak se to Vaškovi vždy líbilo.
Oldřich jde za paní Jandovou, ta jej přijme a dá mu znovu svolení ke svatbě s její dcerou. Také Oldřichův otec, když mu Oldřich ukáže ruce plné mozolů od práce, jej přijme. Lucie potvrdí, že si Oldřicha vezme za muže.

## Vzpomínky na natáčení
Jaroslav Marvan
- V době natáčení "Karla" nám bylo pěkně horko, protože rok 1942 byl poznamenán heydrichiádou a člověk si musel dávat moc velký pozor na pusu. Trest smrti visel doslova nad každým našincem. Je až s podivem, jak odvážným se ukázal Jindřich Plachta. Jeho kůň Karel, s nímž taxikařil, byl taková vychrtlá, sešlá a stařičká kobylka, že se na ní daly spočítat kosti. Do filmování, jak se mi zdálo, se jí dvakrát nechtělo, protože odmítala potravu. Jindřich Plachta se s koníčkem mazlil, nutil ho všemožně, aby žral. Nic však nepomáhalo... Ať dělal Plachta co dělal, pořád se mu nedařilo přimět kobylku k tomu, aby ho poslouchala, aby žrala a aby také, když to bylo třeba, vstala. Nevím, co ho jednou napadlo, snad jí chtěl připomenout její minulost, když hezky nahlas zakřičel: "Auf, Karle, auf, komunisti dou!" V té chvíli se Karel k velkému Plachtově překvapení a údivu nás všech zvedl. Měli jsme z toho samozřejmě velkou legraci. Jen režisér Cikán se křižoval a šeptal: "Jestli nás teďka Nemci nazavřou, tak už nikdy". Nezavřeli, ale byla v nás stejně malá dušička. [1]